# Лелюх Анастасія Дмитрівна
Анастасія Дмитрівна Лелюх (? — ?) — українська радянська діячка, ланкова колгоспу «Комінтерн» Зачепилівського району Харківської області. Депутат Верховної Ради СРСР 2-го скликання.

## Життєпис
Народилася в селянській родині.
На 1945—1946 роки — ланкова колгоспу «Комінтерн» Зачепилівського району Харківської області.